# خورفیرستن
خورفیرستن (به لاتین: Churfirsten) یک رشته‌کوه در سوئیس است که در کانتون سنت گالن واقع شده‌است. خورفیرستن ۲٬۳۰۶ متر بالاتر از سطح دریا واقع شده‌است.